# Tangled Up (Billy Currington)
Tangled Up è un singolo del cantante statunitense Billy Currington pubblicato il 25 giugno 2007 ed incluso all'interno della sua raccolta Icon pubblicata nel 2011.

## Successo internazionale
Il singolo ottenne grande successo negli Stati Uniti.